# Silicene

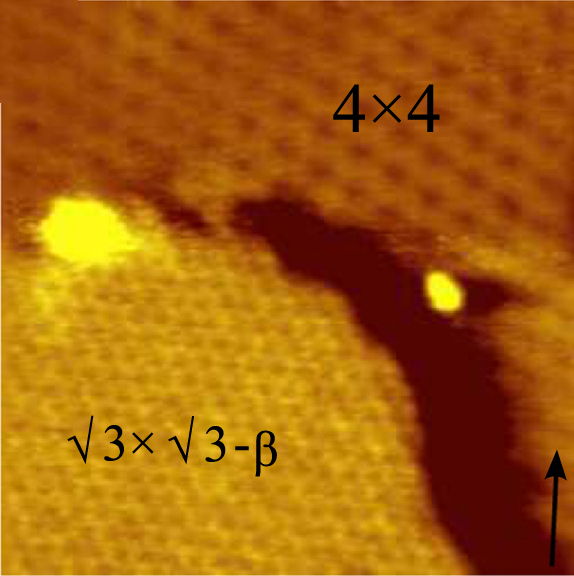
Immagine dal Microscopio a effetto tunnel dei primi (4x4) e secondi strati (√3×√3-β) di silicene cresciuto sulla pellicola d'argento.

Il silicene è l'allotropo bidimensionale del silicio con una struttura esagonale simile a quella del grafene.